# 9 рота (песен)
Вижте пояснителната страница за други значения на 9 рота.
9 рота е една от първите „афганистански“ песни на военния кореспондент на вестник Правда Виктор Верстаков. Тя е посветена на 9-а рота от 345-и отделен гвардейски парашутно-десантен полк на ВДВ на СССР. Ротата е командвана от старши лейтенант Валерий Александрович Востротин.
На 27 декември 1979 г. 9-а рота, заедно със специалното подразделение Алфа и т.нар. „мюсюлмански батальон“, командван от майор Х. Т. Халбаев щурмува двореца на Хафизула Амин. Операцията за завземане на двореца, наречена „Щорм“, започва в 18,25 ч. по кабулско време. При съставянето на донесението за Москва към названието на операцията са добавени цифрите „333“ – „Щорм-333“, което означава успешното ѝ провеждане.
Съветската пропаганда назовава операцията „втори етап на Априлската революция“. Ликвидирането на Хафизула Амин в резиденцията му Тадж-бек се изтълкува от западните държави като доказателство за съветската окупация на Афганистан. Последващите ръководители на ДРА се възприемат като марионетни лидери.
Този щурм се счита за начало на Войната в Афганистан (1979 – 1989).
Войнишките песни първи започват да говорят истината за събитията в Афганистан. Централният печат през първите две-три години, според стиховете на същия този Верстаков, съобщава „как съветските войници там танцуват и поправят трактори“. Чак в края на 1981 г. е разрешено да се напише, че военната част е десантна, после – че се намира в Афганистан. Относно военните действия все още има цензура: в бой участва не повече от един батальон, който се е оказал въвлечен в сражение при самоотбрана, или при охрана на колони с материални ценности.
Песента за девета рота веднага попада в черния списък и митническите служители жестоко я преследват, отнемайки листовете с текста, и изтривайки песента от магнетофонните ленти, пренасяни от съветските войници и офицери от 40-а армия за Съветския съюз.